# Car' Ivan Groznyj
Car' Ivan Groznyj (Царь Иван Грозный) è un film del 1991 diretto da Gennadij Vasil'ev.

## Trama
Il film racconta di Ivan il Terribile e del suo brutale governo della Russia.